# Ctenomys bonettoi
Ctenomys bonettoi là một loài động vật có vú trong họ Ctenomyidae, bộ Gặm nhấm. Loài này được Conterras & Berry mô tả năm 1982.